# Verbindingskanaal (Drachten)
Het Verbindingskanaal (Fries en officieel: Ferbiningskanaal) is een kanaal in de Friese gemeenten Opsterland en Smallingerland.
Het kanaal verbindt de Oude Drait (Alddrait) ten zuiden van Drachten met het Oud- of Koningsdiep (Alddjip).

## Naam
Sinds 15 maart 2007 is de officiële naam van het water Ferbiningskanaal, voorheen Verbindingskanaal.